# Arctia badakhshana
Arctia badakhshana là một loài bướm đêm thuộc phân họ Arctiinae, họ Erebidae.